# Полное собрание исторических записок Дайвьета
Полное собрание исторических записок Дайвьета (вьет. Đại Việt sử ký toàn thư, тьы-ном 大越史記全書, также Полная история Дайвьета) — официальная историография времён династии Ле, первое издание которой было создано придворным историком Нго Ши Лиеном по приказу Ле Тхань Тонга, закончено в 1479 году.
Пятнадцатитомная книга содержала записи о временах с династии Хонг-банг до коронации первого императора Ле, Ле Тхай То, в 1428. В процессе создания Полной истории Дайвьета Нго Ши Лиен опирался, главным образом, на два источника: Исторические записки Дайвьета историка Ле Ван Хыу и Продолжение исторических записок Дайвьета Фан Фу Тьена.
После опубликования «Историю» начали дополнять и исправлять историки того времени, Ву Куинь, Фам Конг Чы, Ле Хи и другие. Наибольшую популярность сыскало издание 1697 года «Ной как куан бан» (Nội các quan bản). В него была внесена информация о периоде с 1428 по 1656 год. «Полное собрание исторических записок Дайвьета» считается наиболее полным из существующих трудов по истории Вьетнама с её начала до правления династии Ле.

## История создания
|  |  |

В период Четвёртого китайского завоевания империя Мин конфисковала множество ценных дайвьетских книг, в том числе «Исторические записки Дайвьета» авторства Ле Ван Хыу, официальную историографию времён династии Чан, наиболее полную на тот момент. Текст «Записок» и комментариев в 1455 году были скопированы историком Фан Фу Тьеном по приказу императора Ле Нян Тонга. Копия «Записок» дополнялась с 1223 до 1427 года, закончившись отступлением китайской армии после победы Ле Лоя. Десятитомная книга Фан Фу Тьена получила названия Продолжение исторических записок Дайвьета и Куок шы бьен лук.
В 1473 году, в правление Ле Тхань Тонга, знаменитого своим интересом к учению и мудрости, учёный и историк Нго Ши Лиен был назначен в историческое управление. По приказу Ле Тхань Тонга он создал пятнадцатитомник на основе работ Ле Ван Хыу и Фан Фу Тьена. В процессе работы над своим трудом Нго Ши Лиен пользовался и другими источниками, в частности, Собрание записей о потусторонних силах Вьетского царства и Дивные повествования земли Линьнам, сборники легенд и мифов. Нго Ши Лиен счёл их доброкачественными источниками благодаря достоверным цитатам — впервые вьетнамский историк стал опираться на сборники легенд. «Полная история Дайвьета» была окончена в 1479 году, последние записи в ней посвящены коронации Ле Тхай То. Согласно Ле Куи Дону, Нго Ши Лиен также составил текст о правлении Ле Тхай То, Ле Тхай Тонга и Ле Нян Тонга, Записи о трёх династиях.
В 1511 году придворный историк Ву Куинь добавил к книге Нго Ши Лиена в своей работе Всеобщее обозрение зерцала записи о Ле Тхань Тонге, Ле Хьен Тонге, Ле Тук Тонге и Ле Уй Муке, которые назвал Записями о четырёх династиях. Другие историки продолжали исследовать «Полное собрание исторических записок Дайвьета», добавляя информацию о династии Ле; особенно известны 23-томное издание «Продолжение исторических записок Дайвьета», выпущенное под надзором Фам Конг Чы в 1665, и «Ной как куан бан», самая популярная и подробная версия «Истории», выпущена в 1697 усилиями историка Ле Хи.

## Издание
Первое 15-томное издание называется Хонгдык (Hồng Đức), по названию периода правления Ле Тхань Тонга. Оно было выпущено в виде манускрипта, поэтому сохранилось лишь частично. «Продолжение исторических записок Дайвьета», также носящее название «издание Каньчи», сохранилось лучше, однако наиболее сохранно издание Тиньхоа, единственное издание, выпущенное ксилогравюрой. Таким образом, Тиньхоа — наиболее важный историографический текст по истории Вьетнама. Его часто сокращали, переписывали и корректировали более поздние лингвисты. Полное издание «Ной как куан бан» содержится в архивах Французского института Дальнего Востока в Париже. В 1993 году его текст был переведён с ханвьета на современный вьетнамский язык Ханойским Институтом ханнома.

## Содержание
«Полное собрание исторических записок Дайвьета» создано по подобию труду учёного сунского Сыма Гуана «Всеобщее зерцало, управлению помогающее» кит. трад. 資治通鑑, упр. 资治通鉴, пиньинь zīzhì tōngjiàn, палл. цычжи тунцзянь, то есть, записи были расположены в хронологическом порядке. Нго Ши Лиен отделил свой труд от хронологии и назвал их «Внешние анналы» (Ngoại kỷ, нгоай ки) и «Основные анналы» (Bản kỷ, бан ки). Хронологический метод не использовался в официальных историографиях, там материал подавали в виде биографий отдельных лиц. Такой подход популяризовал Сыма Цянь в Ши цзи. Записи об императорах Нго Ши Лиен всегда предварял небольшим вступлением, а по ходу развития событий дополнял повествование небольшими вставками с историями важных персон, в частности, Чан Куок Туана и Чан Тху До. Некоторые тексты, такие как Воззвание к военачальникам и Великое воззвание по случаю умиротворения царства У были включены в «Историю» целиком.
| Содержание «Полная истории Дайвьета» (издание Тиньхоа) | Содержание «Полная истории Дайвьета» (издание Тиньхоа) | Содержание «Полная истории Дайвьета» (издание Тиньхоа)                   | Содержание «Полная истории Дайвьета» (издание Тиньхоа) | Содержание «Полная истории Дайвьета» (издание Тиньхоа) |
| ------------------------------------------------------ | ------------------------------------------------------ | ------------------------------------------------------------------------ | ------------------------------------------------------ | ------------------------------------------------------ |
| Внешние анналы                                         |                                                        |                                                                          |                                                        |                                                        |
| Том (quyển)                                            | Глава (kỷ)                                             | Правители                                                                | Период                                                 | Прим.                                                  |
| 1                                                      | Анналы рода Хонг-банг                                  | Киньзыонг-выонг, Лак Лонг Куан, титул хунгвыонг                          |                                                        | [ 16 ]                                                 |
| 1                                                      | Анналы [рода] Тхук                                     | Ан Зыонг-выонг                                                           | 257—208 до н. э.                                       | [ 17 ]                                                 |
| 2                                                      | Анналы [рода] Чиеу                                     | Чьеу Да, Чьеу Мат, Чьеу Ань Те, Чьеу Хынг, Чьеу Кьен Дык                 | 207—111 BCE                                            | [ 18 ]                                                 |
| 3                                                      | Владычество Западной Хань                              |                                                                          | 111 BCE—40                                             | [ 19 ]                                                 |
| 3                                                      | Сёстры Чынг                                            | Сёстры Чынг                                                              | 40—43                                                  | [ 20 ]                                                 |
| 3                                                      | Владычество Восточной Хань                             |                                                                          | 43—186                                                 | [ 21 ]                                                 |
| 3                                                      | Ши Се                                                  | Ши Се                                                                    | 186—226                                                | [ 22 ]                                                 |
| 4                                                      | Владычество Западной У, Цзинь, Южной Ци, Лян           |                                                                          | 226—540                                                | [ 23 ]                                                 |
| 4                                                      | Династия ранних Ли                                     | Ли Нам Де                                                                | 544—548                                                | [ 24 ]                                                 |
| 4                                                      | Чьеу Вьет выонг                                        | Чьеу Вьет выонг                                                          | 548—571                                                | [ 25 ]                                                 |
| 4                                                      | Хау Ли Нам Де                                          | Хау Ли Нам Де                                                            | 571—602                                                | [ 26 ]                                                 |
| 5                                                      | Владычество Суй и Тан                                  | Май Хак Де                                                               | 602—906                                                | [ 27 ]                                                 |
| 5                                                      | Разделение севера и юга                                |                                                                          | 906—938                                                | [ 28 ]                                                 |
| 5                                                      | Династия Нго и Эпоха двенадцати шыкуанов               | Нго Куен, Зыонг Там Кха, Нго Сыонг Ван, Нго Сыонг Си                     | 938—968                                                | [ 29 ]                                                 |
| Основные анналы                                        |                                                        |                                                                          |                                                        |                                                        |
| Том (quyển)                                            | Глава (kỷ)                                             | Правители                                                                | Период                                                 | Прим.                                                  |
| 1                                                      | Династия Динь                                          | Динь Бо Линь, Динь Фе Де                                                 | 968—980                                                | [ 30 ]                                                 |
| 1                                                      | Династия ранних Ле                                     | Ле Дай-хань, Ле Чунг Тонг, Ле Нгоа Чьеу                                  | 980—1009                                               | [ 31 ]                                                 |
| 2                                                      | Династия Ли                                            | Ли Тхай То, Ли Тхай Тонг                                                 | 1009—1054                                              | [ 32 ]                                                 |
| 3                                                      | Династия Ли                                            | Ли Тхань Тонг, Ли Нян-тонг, Ли Тхан Тонг                                 | 1054—1138                                              | [ 33 ]                                                 |
| 4                                                      | Династия Ли                                            | Ли Ань Тонг, Ли Као Тонг, Ли Хюэ Тонг, Ли Чьеу Хоанг                     | 1138—1225                                              | [ 34 ]                                                 |
| 5                                                      | Династия Чан                                           | Чан Тхай Тонг, Чан Тхань Тонг, Чан Нян Тонг                              | 1225—1293                                              | [ 35 ]                                                 |
| 6                                                      | Династия Чан                                           | Чан Ань Тонг, Чан Минь Тонг                                              | 1293—1329                                              | [ 36 ]                                                 |
| 7                                                      | Династия Чан                                           | Чан Хьен Тонг, Чан Зу Тонг, Чан Нге Тонг, Чан Зуе Тонг                   | 1329—1377                                              | [ 37 ]                                                 |
| 8                                                      | Династия Чан                                           | Чан Фе Де, Чан Тхуан Тонг, Чан Тхьеу Де, Хо Куи Ли, Хо Хан Тхыонг        | 1377—1407                                              | [ 38 ]                                                 |
| 9                                                      | Династия поздних Чан                                   | Зян Динь Де, Чунг Куанг Де                                               | 1407—1413                                              | [ 39 ]                                                 |
| 9                                                      | Владычество Мин                                        |                                                                          | 1413—1428                                              | [ 40 ]                                                 |
| 10                                                     | Династия Ле                                            | Ле Тхай То                                                               | 1428—1433                                              | [ 41 ]                                                 |
| Основные анналы, новое издание                         |                                                        |                                                                          |                                                        |                                                        |
| Том (quyển)                                            | Глава (kỷ)                                             | Правители                                                                | Период                                                 | Прим.                                                  |
| 11                                                     | Династия Ле                                            | Ле Тхай Тонг, Ле Нян Тонг                                                | 1433—1459                                              | [ 42 ]                                                 |
| 12                                                     | Династия Ле                                            | Ле Тхань Тонг (первое упоминание)                                        | 1459—1472                                              | [ 43 ]                                                 |
| 13                                                     | Династия Ле                                            | Ле Тхань Тонг (второе упоминание)                                        | 1472—1497                                              | [ 44 ]                                                 |
| 14                                                     | Династия Ле                                            | Ле Хьен Тонг, Ле Тук Тонг, Ле Уй Мук                                     | 1497—1509                                              | [ 45 ]                                                 |
| 15                                                     | Династия Ле                                            | Ле Тыонг Дык, Ле Чьеу Тонг, Ле Кунг Хоанг, Мак Данг Зунг, Мак Данг Зоань | 1509—1533                                              | [ 46 ]                                                 |
| Основные анналы, дополненное издание                   |                                                        |                                                                          |                                                        |                                                        |
| Том (quyển)                                            | Глава (kỷ)                                             | Правители                                                                | Период                                                 | Прим.                                                  |
| 16                                                     | Династия Ле                                            | Ле Чанг Тонг, Ле Чунг Тонг, Ле Ань Тонг                                  | 1533—1573                                              | [ 47 ]                                                 |
| 16                                                     | Династия Мак                                           | Мак Тхай Тонг, Мак Хьен Тонг, Мак Туен Тонг, Мак Мау Хоп                 | 1533—1573                                              | [ 47 ]                                                 |
| 17                                                     | Династия Ле (продолжение)                              | Ле Тхе Тонг                                                              | 1573—1599                                              | [ 48 ]                                                 |
| 17                                                     | Династия Мак                                           | Мак Мау Хоп                                                              | 1573—1599                                              | [ 48 ]                                                 |
| 18                                                     | Династия Ле                                            | Ле Кинь Тонг, Ле Тян Тонг, Ле Тхан Тонг                                  | 1599—1662                                              | [ 49 ]                                                 |
| 19                                                     | Династия Ле                                            | Ле Хюэн Тонг, Ле Зя Тонг                                                 | 1662—1675                                              | [ 50 ]                                                 |

## Исторические перспективы

### Сравнение с Ле Ван Хыу
В отличие от Ле Ван Хыу, который считал началом вьетнамской истории основание Намвьета, Нго Ши Лиен посчитал полумифических Киньзыонг-выонга и его сына Лак Лонг Куана предками вьетнамского народа. Из-за недостатка исторических документов о Кинь Зыонг-выонге и Лак Лонг Куане существует мнение, что Нго Ши Лиен старался продлить историю вьетов как можно дальше, а не пытался найти отправную точку истории. С самого начала работа Нго Ши Лиена отличалась от других трудов времён династии Чан тем, что династия Хонг-банг там упоминалась не только в качестве примера превосходства вьетов, ей был присвоен срок правления — с 2879 года до н. э. до 258 года до н. э., что делало её на 600 лет старше первой китайской династии Ся. Тем не менее, из-за скудности данных за тот большой период несколько современных историков сомневаются в истинности хронологии хунгвыонгов, королей династии Хонг-банг, считая, что Нго Ши Лиен намеренно исказил историю в угоду династии Ле.
Как и Ле Ван Хыу, Нго Ши Лиен считал Намвьет вьетским государством, что оспаривалось историками начиная с Нго Тхи Ши, жившего в XVIII веке, до современных историков, по причине того, что намвьетские правители были китайцами по происхождению
Ле Ван Хыу критиковал способности Ли Нам Де в комментариях к поражению императорской армии от Чэнь Байсяня, которое привело к Третьему китайскому завоеванию Вьетнама, а Нго Ши Лиен упомянул, что воля Небес не позволила вьетам обрести независимость.

### Прочие отличия
Ле Ван Хыу был озабочен тем, чтобы отделить свою страну от Китая, Нго Ши Лиен посчитал китайскую историографию стандартом в описании исторических событий Вьетнама. Нго Ши Лиен часто комментировал происходящие события цитатами из конфуцианской литературы, в частности, Сун Шу.
Так как Нго Ши Лиен рассматривал события с точки зрения конфуцианства, он часто отрицательно комментировал исторические фигуры, действовавшие вразрез с предписаниями этого учения, к примеру, несмотря на успешное правление, Ле Дай Хань был жестоко раскритикован за женитьбу на Зыонг Ван Нга, супруге его предшественника. Нгуен Тхи Оань даже предположил, что Нго Ши Лиен из-за предвзятости по отношению к Ли Нам Де приписал его стихотворение Нам Куок Шон Ха Ли Тхыонг Кьету. Также были раскритикованы другие не соответствующие конфуцианской морали события: коронация шести императриц, совершённая Динь Тьен Хоангом, женитьба Ле Лонг Диня на четырёх девушках, отсутствие интереса к конфуцианскому учению у Ли Тхай То. Особенно жёстко Нго Ши Лиен отзывался о женитьбе членов династии Чан на близких родственниках. Единственный положительно оцениваемый им период истории Чанов — промежуток от смерти Чан Тхай Тонга в 1277 году до смерти Чан Ань Тонга в 1320 году. Изгнание из страны семьи Ли генералом Чан Тху До и женитьба Чан Тхай Тонга на принцессе Тхуан Тхьен были оценены крайне отрицательно.
Кроме исторической ценности, «Полное собрание исторических записок Дайвьета» имеет также и литературную, так как Нго Ши Лиен умело составлял истории об упомянутых исторических фигурах. Судя по комментариям, Нго Ши Лиен стремился учить читателя принципам конфуцианства, к примеру, он неоднократно упоминал типаж благородного мужа, который должен обладать хорошим воспитанием и добродетелью, подчёркивая важность «благородных мужей» в династическую пору, а также противопоставляя их презренным мужам и описывая, насколько лучше бы развивались события, участвуй в них «благородные мужи».

### Комментарии
1. ↑  Quốc sử biên lục
2. ↑  Tam triều bản ký
3. ↑  Việt giám thông khảo
4. ↑  Tứ triều bản ký
5. ↑  Đại Việt sử ký toàn thư tục biên
6. ↑  Nội các quan bản
7. ↑  Đại Việt sử ký tục biên
8. ↑  Cảnh Trị; 1665 г., по названию периода правления Ле Хюэн Тонга
9. ↑  Chính Hòa; 1697
10. ↑  Bản kỷ thực lục
11. ↑  Bản kỷ tục biên
12. ↑  quân tử
13. ↑  tiểu nhân

### Сноски
1. ↑  Trần Trọng Kim, 1971, p. 82
2. ↑  NBHR, 1998, p. 356.
3. ↑  Woodside, Alexander. Vietnam and the Chinese model: a comparative study of Vietnamese and Chinese government in the first half of the nineteenth century (англ.). — Harvard Univ Asia Center, 1988. — P. 125. — ISBN 0-674-93721-X.
4. ↑  Taylor, 1983, p. 351.
5. 1 2 3 4  Đại Việt sử ký (вьет.). Từ điển Bách khoa toàn thư Việt Nam. Дата обращения: 18 декабря 2009. Архивировано из оригинала 16 июля 2011 года.
6. 1 2 3 4 5  Taylor, 1983, p. 358.
7. 1 2 3  Pelley, 2002, p. 151.
8. 1 2  Pelley, 2002, p. 65.
9. ↑  Taylor, 1983, pp. 353–355.
10. 1 2  Taylor & Whitmore, 1995, p. 125.
11. ↑  Taylor, 1983, p. 359.
12. 1 2 3  Go Zhen Feng. Bước đầu tìm hiểu Đại Việt sử ký tục biên (Vietnamese) // Hán Nôm Magazine. — Ханой: Institute of Hán Nôm, 2002. — № 90. Архивировано 3 декабря 2012 года.
13. ↑  Boyd, Kelly. Encyclopedia of historians and historical writing, Partie 14, Volume 2 (англ.). — Taylor & Francis, 1999. — P. 1265. — ISBN 1-884964-33-8.
14. ↑  Phan Văn Các. Hán Nôm học trong những năm đầu thời kỳ "Đổi Mới" của đất nước (вьетнамский) // Hán Nôm Magazine. — Hanoi: Institute of Hán Nôm, 1994. — № 94. Архивировано 1 марта 2012 года.
15. 1 2 3  Hoàng Văn Lâu. Lối viết "truyện" trong bộ sử biên niên Đại Việt sử ký toàn thư (вьетнамский) // Hán Nôm Magazine. — Ханой: Institute of Hán Nôm, 2003. — № 99. Архивировано 1 марта 2012 года.
16. ↑  Ngô Sĩ Liên, 1993, pp. 3–6.
17. ↑  Ngô Sĩ Liên, 1993, pp. 6–9.
18. ↑  Ngô Sĩ Liên, 1993, pp. 10–19.
19. ↑  Ngô Sĩ Liên, 1993, p. 20.
20. ↑  Ngô Sĩ Liên, 1993, p. 21.
21. ↑  Ngô Sĩ Liên, 1993, pp. 21–24.
22. ↑  Ngô Sĩ Liên, 1993, pp. 25–27.
23. ↑  Ngô Sĩ Liên, 1993, pp. 28–36.
24. ↑  Ngô Sĩ Liên, 1993, pp. 36–38.
25. ↑  Ngô Sĩ Liên, 1993, pp. 38–39.
26. ↑  Ngô Sĩ Liên, 1993, pp. 39–41.
27. ↑  Ngô Sĩ Liên, 1993, pp. 42–51.
28. ↑  Ngô Sĩ Liên, 1993, pp. 51–53.
29. ↑  Ngô Sĩ Liên, 1993, pp. 53–57.
30. ↑  Ngô Sĩ Liên, 1993, pp. 58–65.
31. ↑  Ngô Sĩ Liên, 1993, pp. 65–79.
32. ↑  Ngô Sĩ Liên, 1993, pp. 80–104.
33. ↑  Ngô Sĩ Liên, 1993, pp. 105–134.
34. ↑  Ngô Sĩ Liên, 1993, pp. 135–158.
35. ↑  Ngô Sĩ Liên, 1993, pp. 159–204.
36. ↑  Ngô Sĩ Liên, 1993, pp. 205–239.
37. ↑  Ngô Sĩ Liên, 1993, pp. 240–271.
38. ↑  Ngô Sĩ Liên, 1993, pp. 272–308.
39. ↑  Ngô Sĩ Liên, 1993, pp. 309–322.
40. ↑  Ngô Sĩ Liên, 1993, pp. 322–324.
41. ↑  Ngô Sĩ Liên, 1993, pp. 325–372.
42. ↑  Ngô Sĩ Liên, 1993, pp. 373–428.
43. ↑  Ngô Sĩ Liên, 1993, pp. 428–477.
44. ↑  Ngô Sĩ Liên, 1993, pp. 478–522.
45. ↑  Ngô Sĩ Liên, 1993, pp. 523–552.
46. ↑  Ngô Sĩ Liên, 1993, pp. 553–596.
47. ↑  Ngô Sĩ Liên, 1993, pp. 597–618.
48. ↑  Ngô Sĩ Liên, 1993, pp. 619–655.
49. ↑  Ngô Sĩ Liên, 1993, pp. 656–687.
50. ↑  Ngô Sĩ Liên, 1993, pp. 688–738.
51. ↑  Ngô Sĩ Liên, 1993, pp. 3–4.
52. ↑  Ngô Sĩ Liên, 1993, pp. 4–6.
53. ↑  Pelley, 2002, pp. 151–152.
54. ↑  Нго Тхи Ши. Việt sử tiêu án (вьет.). — History & Literature Publishing House, 1991. — С. 8.
55. ↑  Nam Việt (вьет.). Вьетнамский энциклопедический словарь. Дата обращения: 18 декабря 2009. Архивировано из оригинала 1 октября 2011 года.
56. ↑  Triệu Đà (вьет.). Вьетнамский энциклопедический словарь. Дата обращения: 18 декабря 2009. Архивировано из оригинала 1 октября 2011 года.
57. ↑  Phan Huy Lê, Dương Thị The, Nguyễn Thị Thoa. Vài nét về bộ sử của Vương triều Tây Sơn (Vietnamese) // Hán Nôm Magazine. — Hanoi: Institute of Hán Nôm, 2001. — № 85. Архивировано 1 марта 2012 года.
58. ↑  Taylor, 1983, p. 144.
59. ↑  Womack, Brantly. China and Vietnam: the politics of asymmetry (англ.). — Cambridge University Press, 2006. — P. 119. — ISBN 0-521-61834-7.
60. ↑  Reid et al, 2001, p. 94.
61. ↑  Reid et al, 2001, p. 95.
62. ↑  Bùi Duy Tân. Nam quốc sơn hà và Quốc tộ - Hai kiệt tác văn chương chữ Hán ngang qua triều đại Lê Hoàn (вьетнамский) // Hán Nôm Magazine. — Ханой: Institute of Hán Nôm, 2005. — № 05. Архивировано 17 августа 2008 года.
63. ↑  Nguyễn Thị Oanh. Về thời điểm ra đời của bài thơ Nam quốc sơn hà (вьетнамский) // Hán Nôm Magazine. — Ханой: Institute of Hán Nôm, 2001. — № 02. Архивировано 1 марта 2012 года.
64. ↑  Phạm Văn Khoái, Tạ Doãn Quyết. Hán văn Lý-Trần và Hán văn thời Nguyễn trong cái nhìn vận động của cấu trúc văn hóa Việt Nam thời trung đại (вьетнамго) // Hán Nôm Magazine. — Ханой: Institute of Hán Nôm, 2001. — № 03. Архивировано 1 марта 2012 года.
65. ↑  Reid et al, 2001, pp. 94–98.
66. 1 2  Reid et al, 2001, pp. 99–100.